# Grotta Plovers Lake
La Grotta Plovers Lake è una grotta e un sito archeologico, dove sono stati manufatti litici del tardo pleistocene del tipo associato all'Homo sapiens, che si trova a circa 10 chilometri dal sito sudafricano di fossili ominidi di Sterkfontein in Sudafrica, e fa parte dell'area patrimonio dell'umanità nota come Culla dell'umanità.